# Andrei Arlovski
Andrei Valeryevich Arlovski (em bielorrusso: Андрэй Валер'евіч Арлоўскі; Babruysk, 4 de fevereiro de 1979) é um lutador de artes marciais mistas (MMA), ex-Campeão Peso Pesado do UFC, e ator bielorrusso-americano. Arlovski também é conhecido pela alcunha "The Pitbull". Ele é um dos lutadores apontados para ir para o Hall da Fama, tendo sido ranqueado entre os 10 melhores lutadores de MMA do mundo.
Atualmente ele compete na divisão Peso-Pesado pelo Ultimate Fighting Championship (UFC) e detém o recorde de mais vitórias (23) na história dos pesos-pesados do UFC. Arlovski também competiu pelo Strikeforce, WSOF, Affliction, EliteXC, ONE FC e M-1 Global.

## Carreira como ator
Em 2009, participou do filme Universal Soldier: Regeneration, junto com os fatores Jean-Claude Van Damme e Dolph Lundgren. Messe filme, interpretou o supersoldado GSU. Arlovski também participou do filme seguinte — Universal Soldier: Day of Reckoning, lançado nos cinemas em 30 de novembro de 2012.

## Cartel no MMA
| Cartel no MMA   |             |             |
| 59 lutas        | 34 vitórias | 23 derrotas |
| Por nocaute     | 17          | 12          |
| Por finalização | 3           | 3           |
| Por decisão     | 14          | 8           |
| No contest      | 2           | 2           |

| Res.    | Cartel    | Oponente              | Método                                         | Evento                                  | Data       | Round | Tempo | Local                       | Notas                                                                       |
| ------- | --------- | --------------------- | ---------------------------------------------- | --------------------------------------- | ---------- | ----- | ----- | --------------------------- | --------------------------------------------------------------------------- |
| Derrota | 34–23 (2) | Waldo Cortes-Acosta   | Decisão (unânime)                              | UFC Fight Night: Ankalaev vs. Walker 2  | 13/01/2024 | 3     | 5:00  | Las Vegas, Nevada           |                                                                             |
| Derrota | 34–22 (2) | Don'Tale Mayes        | Nocaute Técnico (socos)                        | UFC on ESPN: Kara-France vs. Albazi     | 03/06/2023 | 2     | 3:17  | Las Vegas, Nevada           |                                                                             |
| Derrota | 34–21 (2) | Marcos Pezão          | Finalização (mata-leão)                        | UFC Fight Night: Kattar vs. Allen       | 29/10/2022 | 1     | 1:50  | Las Vegas, Nevada           |                                                                             |
| Vitória | 34–20 (2) | Jake Collier          | Decisão (dividida)                             | UFC on ESPN: Font vs. Vera              | 30/04/2022 | 3     | 5:00  | Las Vegas, Nevada           |                                                                             |
| Vitória | 33-20 (2) | Jared Vanderaa        | Decisão (dividida)                             | UFC 271: Adesanya vs. Whittaker 2       | 12/02/2022 | 3     | 5:00  | Houston, Texas              |                                                                             |
| Vitória | 32-20 (2) | Carlos Felipe         | Decisão (unânime)                              | UFC Fight Night: Ladd vs. Dumont        | 16/10/2021 | 3     | 5:00  | Las Vegas, Nevada           |                                                                             |
| Vitória | 31-20 (2) | Chase Sherman         | Decisão (unânime)                              | UFC on ESPN: Whittaker vs. Gastelum     | 17/04/2021 | 3     | 5:00  | Las Vegas, Nevada           |                                                                             |
| Derrota | 30-20 (2) | Tom Aspinall          | Finalização (mata-leão)                        | UFC Fight Night: Blaydes vs. Lewis      | 20/02/2021 | 2     | 1:09  | Las Vegas, Nevada           |                                                                             |
| Vitória | 30-19 (2) | Tanner Boser          | Decisão (unânime)                              | UFC Fight Night: Santos vs. Teixeira    | 07/11/2020 | 3     | 5:00  | Las Vegas, Nevada           |                                                                             |
| Vitória | 29-19 (2) | Philipe Lins          | Decisão (unânime)                              | UFC Fight Night: Smith vs. Teixeira     | 13/05/2020 | 3     | 5:00  | Jacksonville, Flórida       |                                                                             |
| Derrota | 28-19 (2) | Jairzinho Rozenstruik | Nocaute (soco)                                 | UFC 244: Masvidal vs. Diaz              | 02/11/2019 | 1     | 0:29  | Nova Iorque, Nova Iorque    |                                                                             |
| Vitória | 28-18 (2) | Ben Rothwell          | Decisão (unânime)                              | UFC on ESPN: dos Anjos vs. Edwards      | 20/07/2019 | 3     | 5:00  | San Antonio, Texas          |                                                                             |
| Derrota | 27-18 (2) | Augusto Sakai         | Decisão (dividida)                             | UFC Fight Night: Jacaré vs. Hermansson  | 27/04/2019 | 3     | 5:00  | Miami, Flórida              |                                                                             |
| NC      | 27-17 (2) | Walt Harris           | Sem Resultado (mudado)                         | UFC 232: Jones vs. Gustafsson II        | 29/12/2018 | 3     | 5:00  | Inglewood, California       | Originalmente foi derrotado por decisão; Harris falhou no teste antidoping. |
| Derrota | 27-17 (1) | Shamil Abdurakhimov   | Decisão (unânime)                              | UFC Fight Night: Hunt vs. Oliynyk       | 15/09/2018 | 3     | 5:00  | Moscovo                     |                                                                             |
| Derrota | 27-16 (1) | Tai Tuivasa           | Decisão (unânime)                              | UFC 225: Whittaker vs. Romero II        | 09/06/2018 | 3     | 5:00  | Chicago, Illinois           |                                                                             |
| Vitória | 27-15 (1) | Stefan Struve         | Decisão (unânime)                              | UFC 222: Cyborg vs. Kunitskaya          | 03/03/2018 | 3     | 5:00  | Las Vegas, Nevada           |                                                                             |
| Vitória | 26-15 (1) | Junior Albini         | Decisão (unânime)                              | UFC Fight Night: Poirier vs. Pettis     | 11/11/2017 | 3     | 5:00  | Norfolk, Virginia           |                                                                             |
| Derrota | 25-15 (1) | Marcin Tybura         | Decisão (unânime)                              | UFC Fight Night: Holm vs. Correia       | 17/06/2017 | 3     | 5:00  | Kallang                     |                                                                             |
| Derrota | 25-14 (1) | Francis Ngannou       | Nocaute Técnico (socos)                        | UFC on Fox: Shevchenko vs. Peña         | 28/01/2017 | 1     | 1:32  | Denver, Colorado            |                                                                             |
| Derrota | 25-13 (1) | Josh Barnett          | Finalização (mata leão)                        | UFC Fight Night: Arlovski vs. Barnett   | 03/09/2016 | 3     | 2:53  | Hamburgo                    |                                                                             |
| Derrota | 25-12 (1) | Alistair Overeem      | Nocaute Técnico (chute frontal voador e socos) | UFC Fight Night: Overeem vs. Arlovski   | 08/05/2016 | 2     | 1:12  | Roterdão                    |                                                                             |
| Derrota | 25-11 (1) | Stipe Miocic          | Nocaute Técnico (socos)                        | UFC 195: Lawler vs. Condit              | 02/01/2016 | 1     | 0:54  | Las Vegas, Nevada           |                                                                             |
| Vitória | 25-10 (1) | Frank Mir             | Decisão (unânime)                              | UFC 191: Johnson vs. Dodson II          | 05/09/2015 | 3     | 5:00  | Las Vegas, Nevada           |                                                                             |
| Vitória | 24-10 (1) | Travis Browne         | Nocaute Técnico (socos)                        | UFC 187: Johnson vs. Cormier            | 23/05/2015 | 1     | 4:41  | Las Vegas, Nevada           | Luta da Noite.                                                              |
| Vitória | 23-10 (1) | Antônio Silva         | Nocaute (socos)                                | UFC Fight Night: Pezão vs. Arlovski II  | 13/09/2014 | 1     | 2:59  | Brasília                    | Performance da Noite.                                                       |
| Vitória | 22-10 (1) | Brendan Schaub        | Decisão (dividida)                             | UFC 174: Johnson vs. Bagautinov         | 14/06/2014 | 3     | 5:00  | Vancouver, British Columbia | Retornou ao UFC.                                                            |
| Vitória | 21-10 (1) | Andreas Kraniotakes   | Nocaute Técnico (socos)                        | Fight Nights: Battle on Nyamiha         | 29/11/2013 | 2     | 3:14  | Minsk                       |                                                                             |
| Vitória | 20-10 (1) | Mike Kyle             | Decisão (unânime)                              | WSOF 5: Arlovski vs. Kyle               | 14/09/2013 | 3     | 5:00  | Atlantic City, New Jersey   |                                                                             |
| Derrota | 19-10 (1) | Anthony Johnson       | Decisão (unânime)                              | WSOF 2: Arlovski vs Johnson             | 23/03/2013 | 3     | 5:00  | Atlantic City, New Jersey   |                                                                             |
| Vitória | 19-9 (1)  | Mike Hayes            | Decisão (unânime)                              | Fight Nights: Battle of Moscow 9        | 16/12/2012 | 3     | 5:00  | Moscou                      |                                                                             |
| Vitória | 18-9 (1)  | Devin Cole            | Nocaute Técnico (socos)                        | WSOF 1: Arlovski vs. Cole               | 03/11/2012 | 1     | 2:37  | Las Vegas, Nevada           |                                                                             |
| NC      | 17-9 (1)  | Tim Sylvia            | Sem Resultado (tiro de meta ilegal)            | ONE FC: Pride of a Nation               | 31/08/2012 | 2     | 4:46  | Manila                      |                                                                             |
| Vitória | 17-9      | Travis Fulton         | Nocaute (chute na cabeça)                      | ProElite II: Big Guns                   | 05/11/2011 | 3     | 4:59  | Moline, Illinois            |                                                                             |
| Vitória | 16-9      | Ray Lopez             | Nocaute Técnico (socos)                        | ProElite: Arlovski vs. Lopez            | 27/08/2011 | 3     | 2:43  | Honolulu, Hawaii            |                                                                             |
| Derrota | 15-9      | Sergei Kharitonov     | Nocaute (socos)                                | Strikeforce: Fedor vs. Silva            | 12/02/2011 | 1     | 2:49  | East Rutherford, New Jersey | Quartas de Final do GP de Pesados do Strikeforce.                           |
| Derrota | 15-8      | Antônio Silva         | Decisão (unânime)                              | Strikeforce: Heavy Artillery            | 15/05/2010 | 3     | 5:00  | St. Louis, Missouri         |                                                                             |
| Derrota | 15-7      | Brett Rogers          | Nocaute Técnico (socos)                        | Strikeforce: Lawler vs. Shields         | 06/06/2009 | 1     | 0:22  | St. Louis, Missouri         |                                                                             |
| Derrota | 15-6      | Fedor Emelianenko     | Nocaute (soco)                                 | Affliction: Day of Reckoning            | 24/01/2009 | 1     | 3:14  | Anaheim, California         | Pelo Cinturão Peso Pesado do WAMMA.                                         |
| Vitória | 15-5      | Roy Nelson            | Nocaute (soco)                                 | EliteXC: Heat                           | 04/10/2008 | 2     | 1:46  | Sunrise, Florida            |                                                                             |
| Vitória | 14-5      | Ben Rothwell          | Nocaute (socos)                                | Affliction: Banned                      | 19/07/2008 | 3     | 1:13  | Anaheim, California         |                                                                             |
| Vitória | 13-5      | Jake O'Brien          | Nocaute Técnico (socos)                        | UFC 82: Pride of a Champion             | 01/03/2008 | 2     | 4:17  | Columbus, Ohio              |                                                                             |
| Vitória | 12-5      | Fabricio Werdum       | Decisão (unânime)                              | UFC 70: Nations Collide                 | 21/04/2007 | 3     | 5:00  | Manchester                  |                                                                             |
| Vitória | 11-5      | Márcio Cruz           | Nocaute (socos)                                | UFC 66: Liddell vs. Ortiz II            | 30/12/2006 | 1     | 3:15  | Las Vegas, Nevada           |                                                                             |
| Derrota | 10-5      | Tim Sylvia            | Decisão (unânime)                              | UFC 61: Bitter Rivals                   | 08/07/2006 | 5     | 5:00  | Las Vegas, Nevada           | Pelo Cinturão Peso Pesado do UFC.                                           |
| Derrota | 10-4      | Tim Sylvia            | Nocaute Técnico (socos)                        | UFC 59: Reality Check                   | 15/04/2006 | 1     | 2:43  | Anaheim, California         | Perdeu o Cinturão Peso Pesado do UFC.                                       |
| Vitória | 10-3      | Paul Buentello        | Nocaute (soco)                                 | UFC 55: Fury                            | 17/10/2005 | 1     | 0:15  | Uncasville, Connecticut     | Defendeu Cinturão Peso Pesado do UFC.                                       |
| Vitória | 9-3       | Justin Eilers         | Nocaute Técnico (socos)                        | UFC 53: Heavy Hitters                   | 04/06/2005 | 1     | 4:10  | Atlantic City, New Jersey   | Defendeu o Cinturão Interino Peso-Pesado do UFC.                            |
| Vitória | 8-3       | Tim Sylvia            | Finalização (chave de aquiles)                 | UFC 51: Super Satyrday                  | 05/02/2005 | 1     | 0:47  | Las Vegas, Nevada           | Ganhou o Cinturão Interino Peso-Pesado do UFC.                              |
| Vitória | 7-3       | Wesley Correira       | Nocaute Técnico (socos)                        | UFC 47: It's On!                        | 02/04/2004 | 2     | 1:15  | Las Vegas, Nevada           |                                                                             |
| Vitória | 6-3       | Vladimir Matyushenko  | Nocaute (soco)                                 | UFC 44: Undisputed                      | 26/09/2003 | 1     | 2:10  | Paradise, Nevada            |                                                                             |
| Vitória | 5-3       | Ian Freeman           | Nocaute Técnico (socos)                        | UFC 40: Vendetta                        | 02/11/2002 | 1     | 1:25  | Paradise, Nevada            |                                                                             |
| Derrota | 4-3       | Pedro Rizzo           | Nocaute (socos)                                | UFC 36: Worlds Collide                  | 22/03/2002 | 3     | 1:45  | Paradise, Nevada            |                                                                             |
| Derrota | 4-2       | Ricco Rodriguez       | Nocaute (socos)                                | UFC 32: Showdown in the Meadowlands     | 29/06/2001 | 3     | 1:23  | East Rutherford, New Jersey |                                                                             |
| Vitória | 4-1       | Aaron Brink           | Finalização (chave de braço)                   | UFC 28: High Stakes                     | 11/11/2000 | 1     | 0:55  | East Rutherford, New Jersey | Estreia no UFC.                                                             |
| Vitória | 3-1       | John Dixson           | Nocaute (socos)                                | Super Fight at International Tournament | 13/05/2000 | 1     | 0:13  | São Petersburgo             |                                                                             |
| Vitória | 2-1       | Roman Zentsov         | Nocaute Técnico (socos)                        | M-1 MFC: European Championship 2000     | 09/04/2000 | 1     | 1:18  | São Petersburgo             |                                                                             |
| Vitória | 1-1       | Michael Tielrooy      | Finalização (guilhotina)                       | M-1 MFC: European Championship 2000     | 09/04/2000 | 1     | 1:25  | São Petersburgo             |                                                                             |
| Derrota | 0-1       | Viacheslav Datsik     | Nocaute (soco)                                 | M-1 MFC: World Championship 1999        | 09/04/1999 | 1     | 6:05  | São Petersburgo             |                                                                             |